# Greensleeves Records
Greensleeves Records – niezależna brytyjska wytwórnia płytowa, największy w Europie wydawca albumów z muzyką reggae i dancehall; w roku 2008 przejęta przez światowego potentata na tym rynku, VP Records.

## Historia
Początki wytwórni sięgają listopada 1975 roku, kiedy to Chris Cracknell do spółki z Chrisem Sedgwickiem postanowili otworzyć sklep z nagraniami w okręgu Ealing w zachodnim Londynie. W roku 1977, po przenosinach do dzielnicy Shepherd’s Bush, rozszerzyli oni swoją działalność, wydając dwa pierwsze single na winylach 7-calowych: „Where Is Jah” londyńskiej grupy Reggae Regular oraz „Born For A Purpose”, klasyczny przebój Dr'a Alimantado. Wkrótce nakładem rozwijającej się wytwórni ukazał się także debiutancki album tego drugiego, pt. Best Dressed Chicken In Town. Jako kolejni swoje płyty wydali Augustus Pablo i Barrington Levy. Od tego czasu dla Greensleeves nagrywała cała plejada europejskich i jamajskich gwiazd muzyki reggae/dancehall, takich jak Beenie Man, Black Uhuru, Dennis Brown, Eek-A-Mouse, Elephant Man, Freddie McGregor, Gregory Isaacs, Junior Reid, Pato Banton, Shabba Ranks, Shaggy, Sizzla, Vybz Kartel i wielu, wielu innych. Oprócz tego wytwórnia z powodzeniem wydaje liczne reedycje albumów oraz serie składanek, z których najsłynniejsze to: Greensleeves Rhythm Album, Reggae Legends, The Biggest Reggae One Drop Anthems, The Biggest Ragga Dancehall Anthems oraz Ragga Ragga Ragga!
W marcu 2006 roku Cracknell zdecydował się za 3,25 mln funtów sprzedać Greensleeves innej brytyjskiej wytwórni, Zest Records należącej do spółki Zest Group PLC. Jednak jako że inwestycja nie przyniosła oczekiwanych rezultatów, szef Zest Group Steve Weltman w styczniu 2008 roku postanowił odsprzedać Greensleeves światowemu potentatowi na rynku muzyki karaibskiej, nowojorskiej wytwórni VP Records. Przejęła ona swego dotychczasowego największego konkurenta za 6,13 mln dolarów. Obecnie szefem wytwórni jest wiceprezes VP Records, Olivier Chastan.